# Love Songs (album Squash Bowels)
Love Songs – czwarty album studyjny polskiej grupy muzycznej Squash Bowels. Wydawnictwo ukazało się w 2005 roku nakładem wytwórni muzycznej Lifestage Productions. Nagrania zostały zarejestrowane i zmiksowane w białostockim Hertz Studio pomiędzy 6 a 12 kwietnia 2005 roku. Płytę poprzedziło demo o tym samym tytule wydane przez firmę Apathic view Production. 

## Lista utworów
Opracowano na podstawie materiału źródłowego.
1. "Dead Field" - 02:06
2. "Grind Standart" - 01:36
3. "Ungovernable" - 01:18
4. "Syringe With Wit" - 01:57
5. "Searching for the Kill" - 03:15
6. "Stinker Spoiling for a Fight" - 02:30
7. "More Our Colors" - 01:58
8. "To Flash the Hash..." - 01:27
9. "Ruthless Rabble" - 01:57
10. "Swinish Snout - Lia" - 01:27
11. "Naive..." - 02:18
12. "Wound Fuck" (cover Gut) - 01:42
13. "Fuck Instructor" - 01:03